# 頭髮

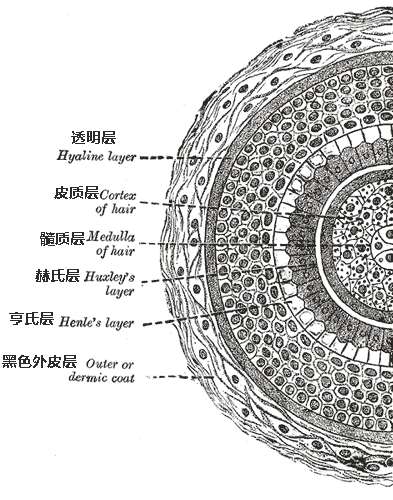
头发组成结构

頭髮，或稱髮，是指長在人類頭部上的毛髮。頭髮的顏色及其他特徵是由基因決定，一般而言常見的有黑色、金黃色、棕色及紅色等，當人類老化時，頭髮通常會變成銀白色。不同民族的頭髮硬度、自然卷曲度也不同。頭髮由角蛋白所組成。人類毛髮直徑不一，範圍介乎0.017至0.18毫米之間。

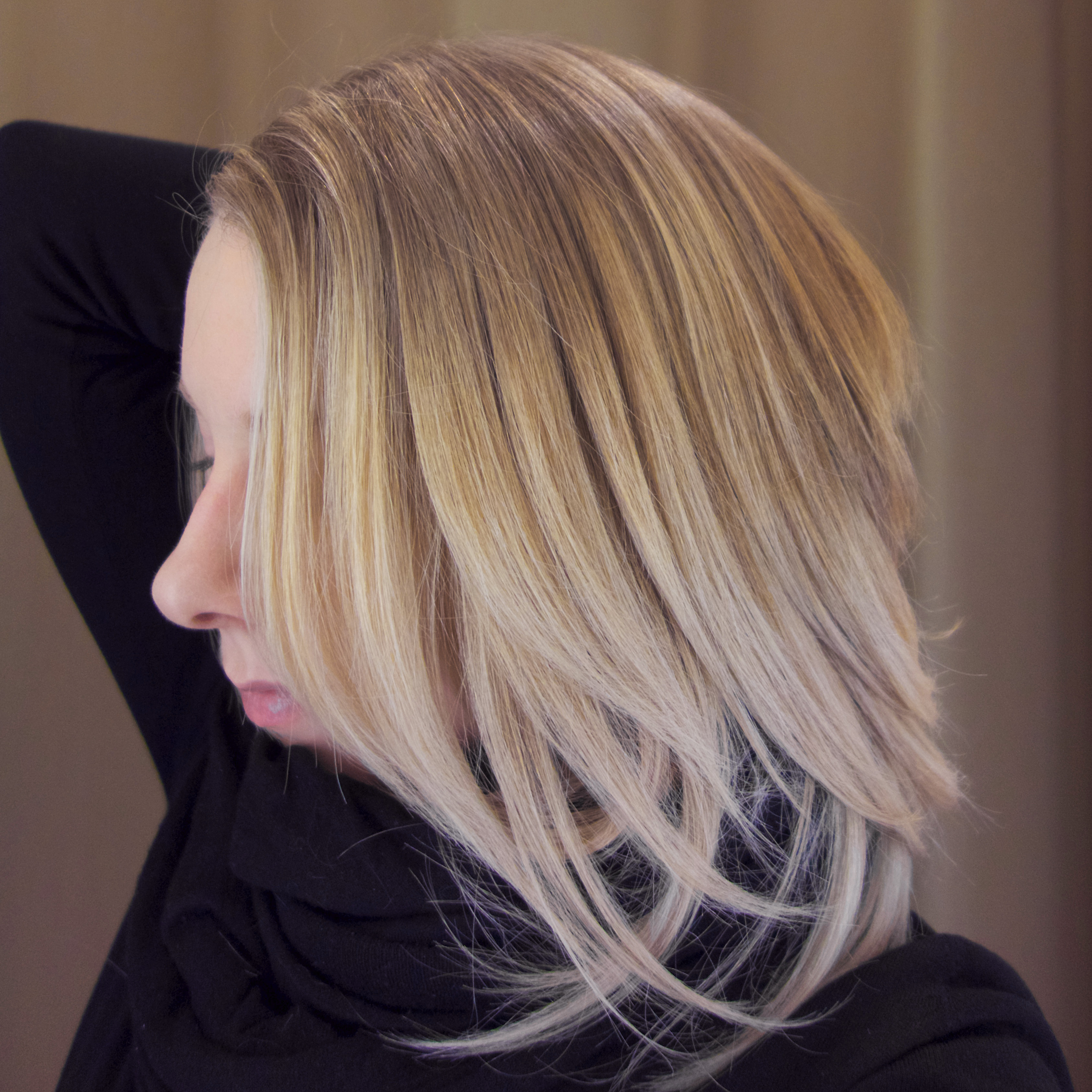
金髮（女）

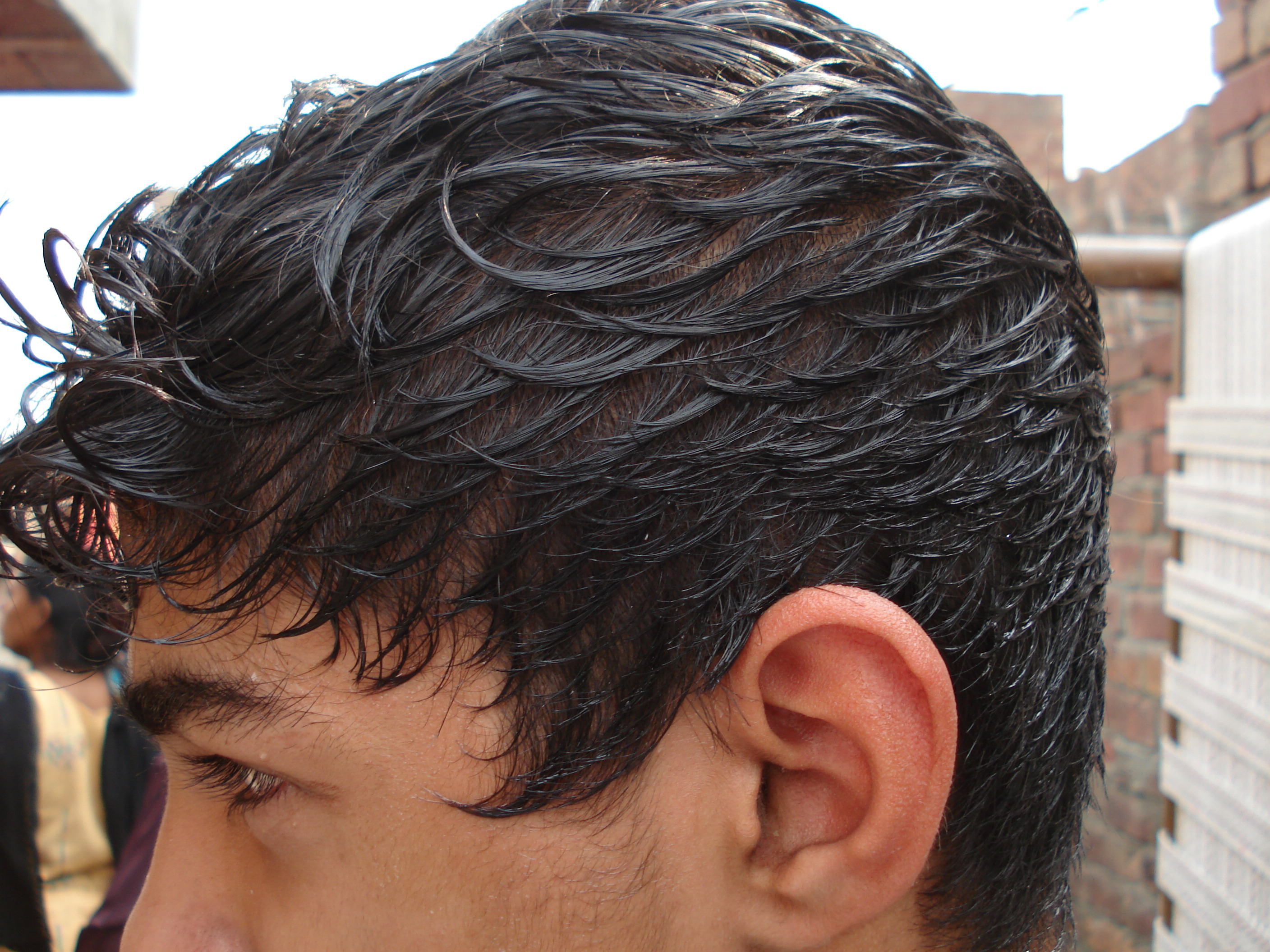
黑髮（男）

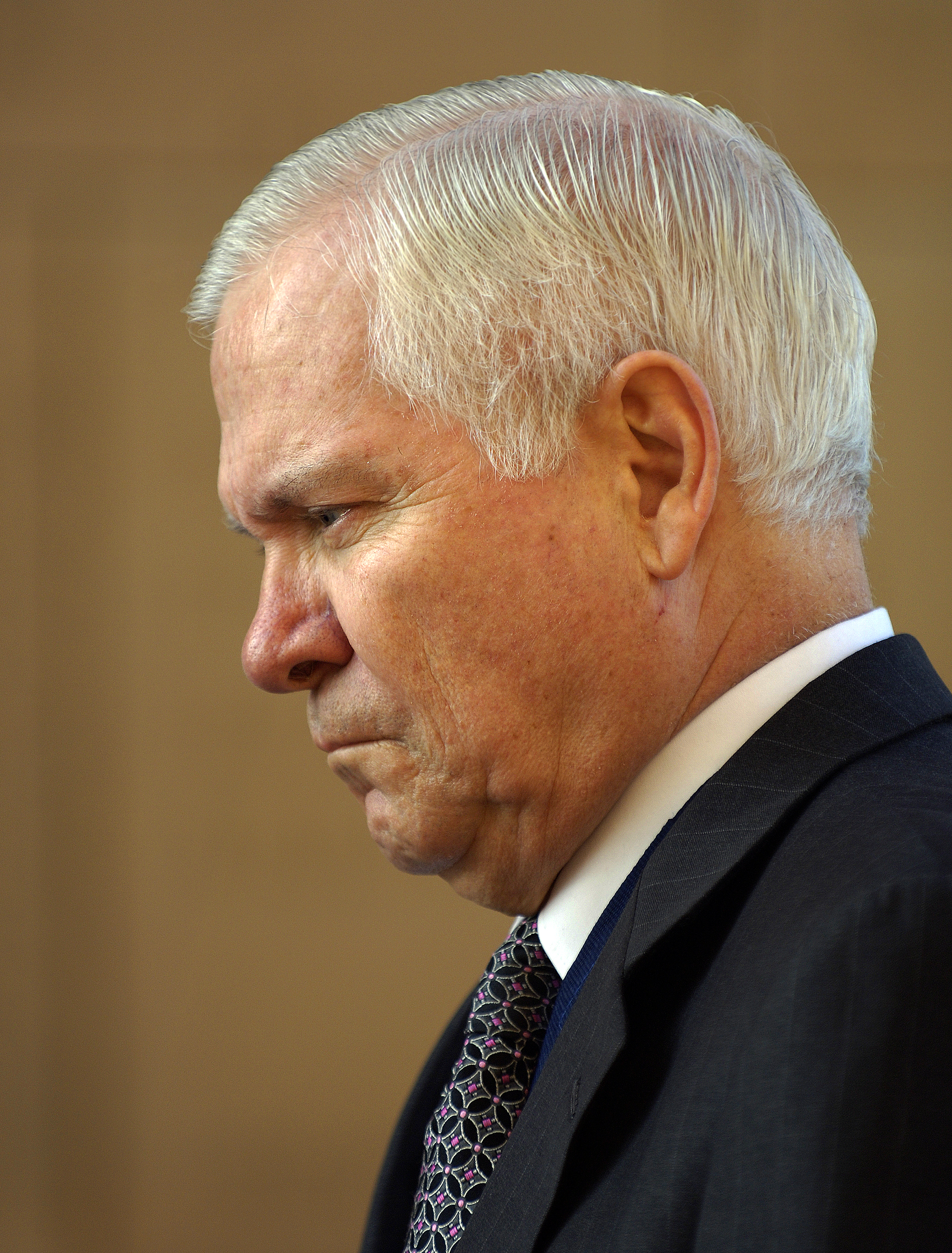
白髮（男）

头发可以保护头部和大脑。夏天可防烈日，冬天可御寒冷。细软蓬松的头发具有弹性，可以抵挡较轻的碰撞；还可以帮助头部汗液的蒸发。

## 结构
头发分为三层，分别是：

### 表皮层
佔頭髮10-13%的體積，由特化角質以鱗片狀相互堆疊約6-12層。

### 皮质层
佔頭髮77%-80%的體積，由螺旋蛋白纖維組成，一些螺旋蛋白質(約6-9根)組成微纖維，然後如麻繩一樣捲成一條巨纖維，然後再以這種方法組成一根頭髮的皮質層，包裹髓質層。

### 髓質層
佔頭髮5%的體積，呈管狀結構,是多蜂巢狀組織，由透明多角形角質纖維所組成，而髓質層並非存在所有頭髮中(但每個人可能都有髓質層)。

## 化學因素
頭髮約88%為角質素。

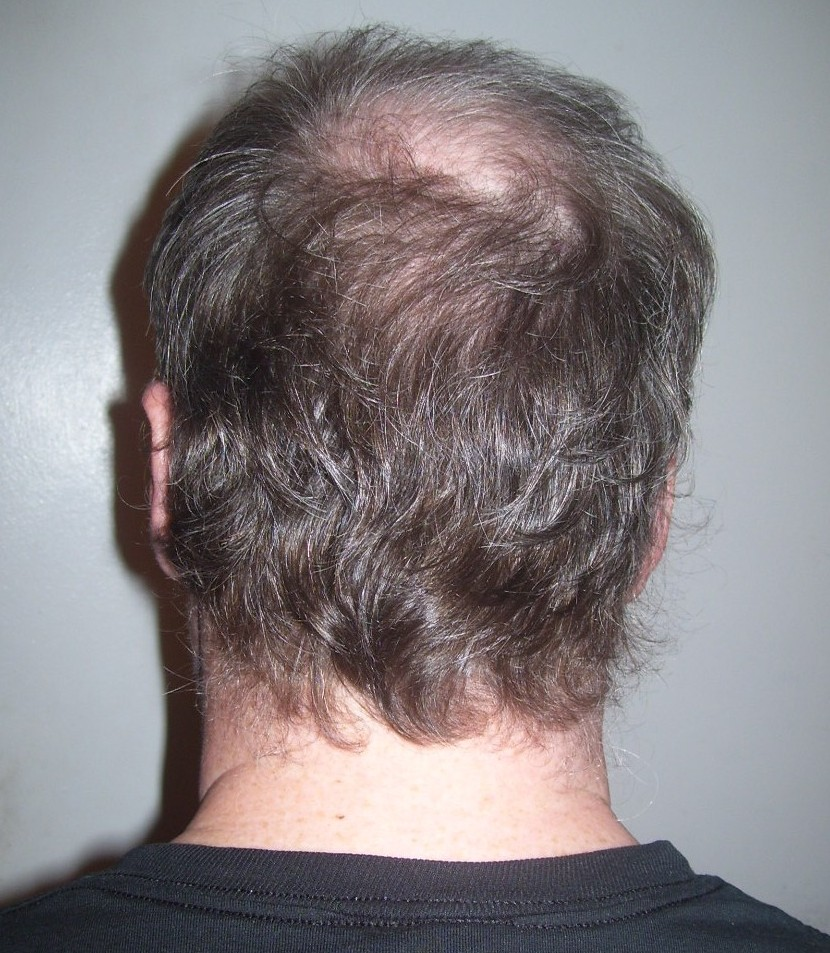
中年美國男子後腦勺的禿頭狀況

維持頭髮的蛋白鏈鍵有三種氫鍵、鹽鍵、二硫化鍵，而每種鏈鍵決定的頭髮的造型
氫鍵：頭髮中的氫鍵、胺基鍵遇水可切斷重組，當頭髮吸收約30%左右的水分，角質蛋白明顯變弱。例如：吹造型時將頭髮先噴濕
離子鍵
頭髮PH(酸鹼度)在4.5~5.5之間是離子鍵最強的時候。因此毛髮的PH值就時常保持在4.5~5.5之間。是使毛髮，健康最主要的因素之一

雙硫鍵
二硫化鍵本身是頭髮鏈結組織中最結實的結構，切斷二硫化鍵的東西，一般而言有還原劑冷燙便是利用還原作用使頭髮達到捲曲的效果
鹽鍵和氫鍵各佔了頭髮約35%的強度、50%的彈性。但氫鍵遇水會分開。頭髮之間的其他化學鍵包括胜肽鍵。

## 工具
- 梳
- 簪
- 風筒
- 髮夾
- 髮箍
- 髮圈
- 電捲棒

## 頭髮與皮膚關係
以頭髮的科學來講，在構造上屬於皮膚一部份。因為皮膚的角質層演變結果就是所謂的頭髮。

## 艺术
- 髮秀

## 延伸阅读
[在维基数据编辑]
 《欽定古今圖書集成·明倫彙編·人事典·髮部》，出自陈梦雷《古今圖書集成》